# Tom Kiely
Tom Kiely, właśc. Thomas Francis Kiely (ur. 25 sierpnia 1869 w Ballyneale w hrabstwie Tipperary, zm. 6 listopada 1951 w Carrick-on-Suir) – irlandzki lekkoatleta reprezentujący Wielką Brytanię, mistrz olimpijski w wieloboju.
Pochodził z Ballyneale w pobliżu miasta Carrick-on-Suir w hrabstwie Tipperary. Uprawiał z sukcesem wiele konkurencji lekkoatletycznych: początkowo trójskok i biegi płotkarskie, a później rzut młotem. Zdobył mistrzostwo Wielkiej Brytanii (AAA) w rzucie młotem w 1897–1899, 1901 i 1902, a w 1900 przegrał tylko z przyszłym mistrzem olimpijskim Johnem Flanaganem. Ta porażka sprawiła, że zrezygnował ze startu w igrzyskach olimpijskich w 1900 w Paryżu.
Wystartował za to w igrzyskach olimpijskich w 1904 w Saint Louis. Gdy działacze brytyjscy dowiedzieli się o jego zamiarze, zaoferowali mu pokrycie kosztów przejazdu w zamian za reprezentowanie Wielkiej Brytanii. Kiely jednak odmówił, podobnie jak działaczom amerykańskich klubów lekkoatletycznych, uważał się bowiem za Irlandczyka i oświadczył, że reprezentuje Irlandię. Ponieważ jednak w tym czasie Irlandia nie była niepodległa, w oficjalnej dokumentacji Międzynarodowego Komitetu Olimpijskiego Kiely figuruje jako zawodnik z Wielkiej Brytanii.
Na igrzyskach Kiely wystartował w konkurencji all-around, która była poprzednikiem dzisiejszego dziesięcioboju. Składała się z dziesięciu konkurencji rozgrywanych w ciągu jednego dnia (miejsca Kiely’ego w poszczególnych konkurencjach są podane w nawiasach): bieg na 100 jardów (6. miejsce), pchnięcie kulą (3. miejsce), skok wzwyż (5. miejsce), chód na 880 jardów (1. miejsce), rzut młotem (1. miejsce), skok o tyczce (5. miejsce), bieg na 120 jardów przez płotki (1. miejsce), rzut 56-funtowym ciężarem (1. miejsce), skok w dal (2. miejsce), bieg na milę (4. miejsce). W sumie Kiely zwyciężył z przewagą 120 punktów nad drugim Adamem Gunnem ze Stanów Zjednoczonych.
Zawody lekkoatletyczne na igrzyskach w Saint Louis były uważane również za mistrzostwa Stanów Zjednoczonych (AAU), więc Kiely uzyskał także ten tytuł. Ponownie zdobył go w 1906.
W późniejszych latach prowadził farmę w rodzinnym Ballyneale.